# Kolorzyk rdzawosterny
Kolorzyk rdzawosterny (Minla ignotincta) – gatunek małego ptaka z rodziny pekińczyków (Leiotrichidae); jedyny przedstawiciel rodzaju Minla.

## Zasięg występowania
Kolorzyk rdzawosterny występuje w zależności od podgatunku:
- M. ignotincta ignotincta – środkowe i wschodnie Himalaje do południowo-zachodnich Chin i południowo-wschodniej Mjanmy
- M. ignotincta mariae – południowe Chiny i północne Indochiny
- M. ignotincta sini – południowo-wschodnie Chiny
- M. ignotincta jerdoni – środkowe i południowo-środkowe Chiny.

## Systematyka
Gatunek i rodzaj po raz pierwszy opisane przez Briana Houghtona Hodgsona w 1837 roku. Jako miejsce typowe autor wskazał Nepal. Wyróżniono cztery podgatunki. Podgatunki mariae i sini czasami włączane są do jerdoni. Osobniki tego gatunku znalezione w zachodnim Kuejczou i północno-zachodnim Kuangsi (południowo-wschodnie Chiny) nie zostały przypisane do żadnego podgatunku.

## Morfologia
Długość ciała 13–14,5 cm; 9,5–21 g.

## Status
IUCN uznaje kolorzyka rdzawosternego za gatunek najmniejszej troski (LC, Least Concern) nieprzerwanie od 1988 roku. Liczebność populacji nie została oszacowana; ptak ten opisywany jest jako często spotykany do dość pospolitego. Trend liczebności populacji uznawany jest za spadkowy.